# Beralade
Beralade é um gênero de mariposa pertencente à família Anthelidae.

## Distribuição
São originárias da Austrália e da Nova Guiné.